# Wesele

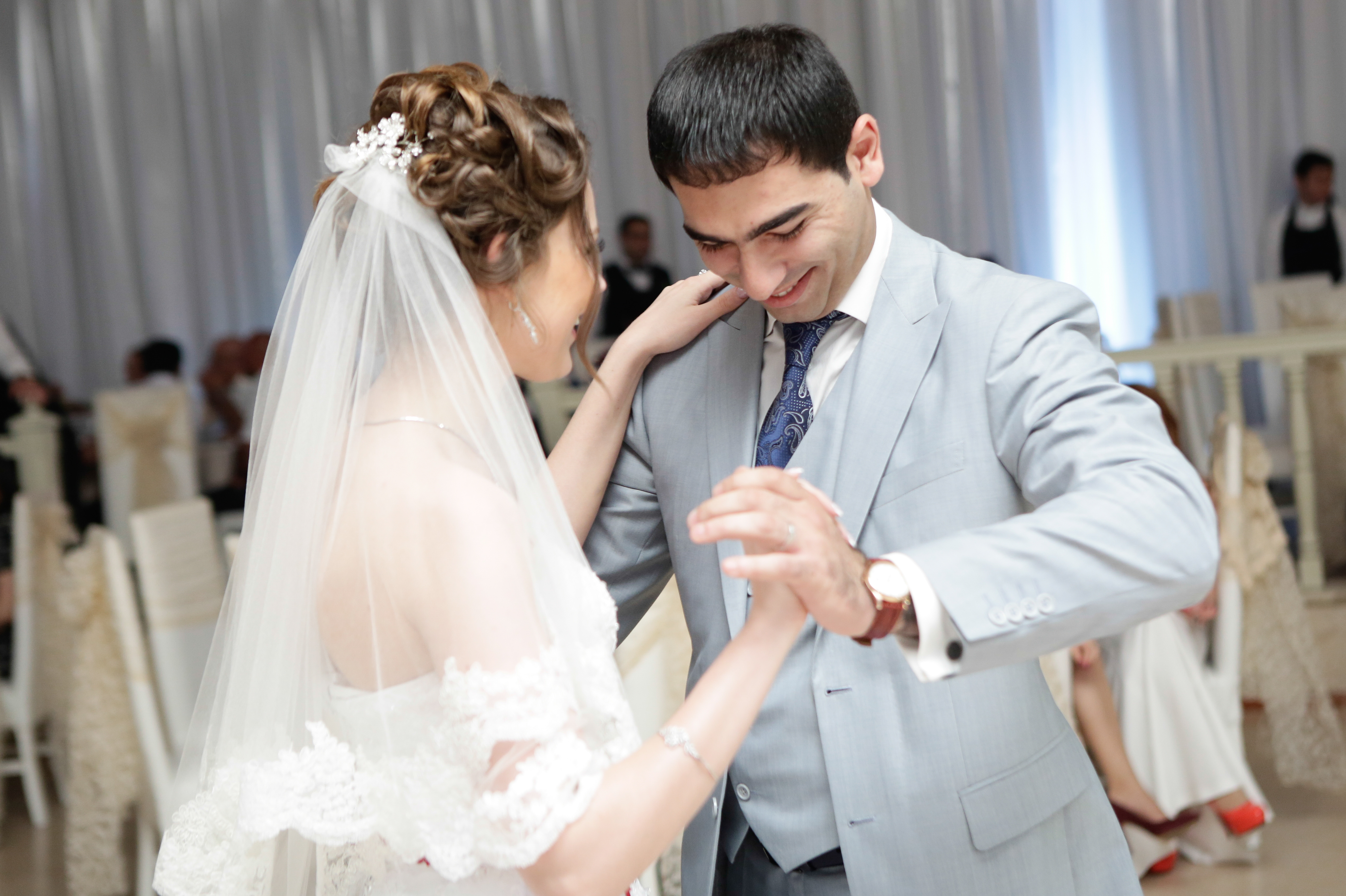
Taniec młodej pary podczas wesela

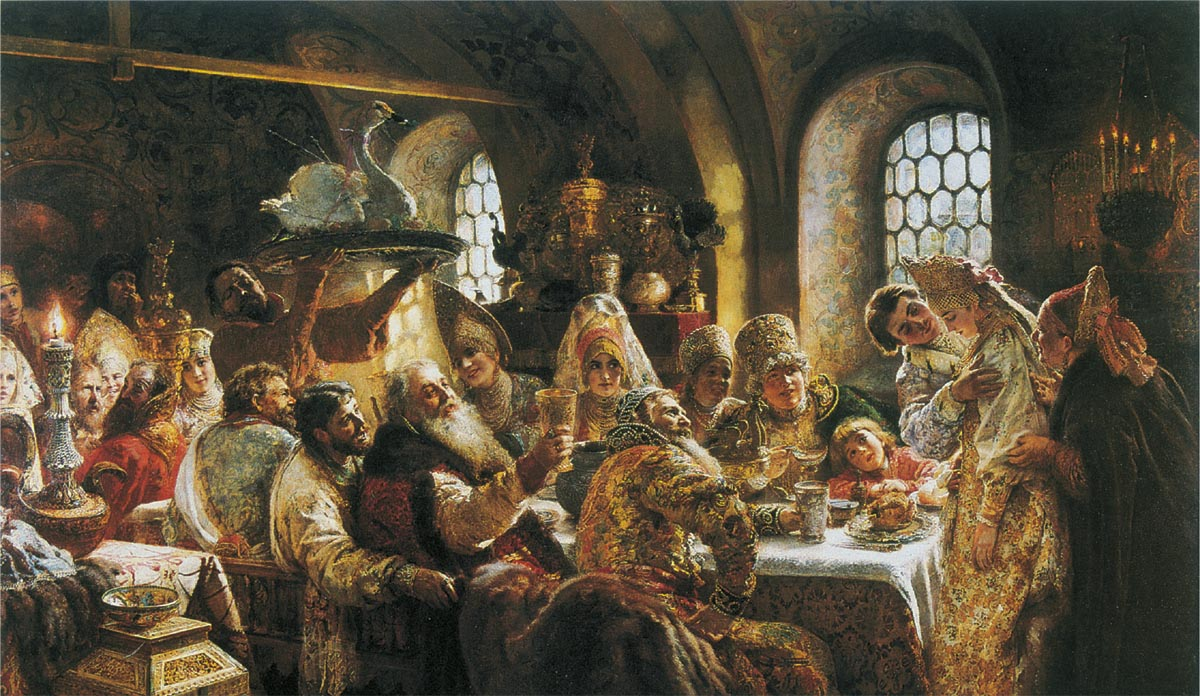
Wesele w XVII-wiecznej Rosji

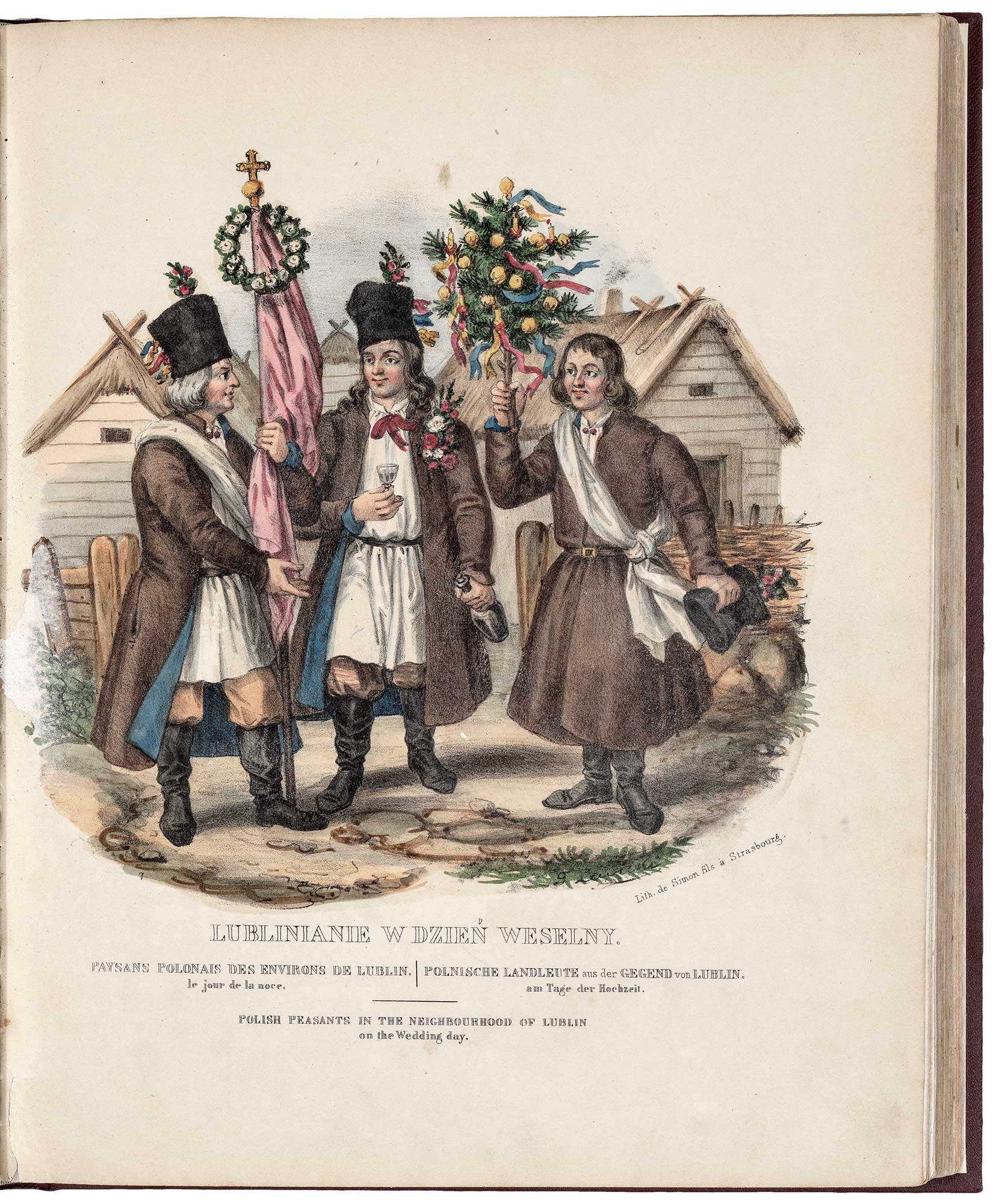
Lublinianie w dzień weselny (XIX w.)

Wesele – zwyczajowa forma przyjęcia okolicznościowego, organizowanego z okazji ślubu.
Zwyczaje towarzyszące zawieraniu małżeństwa zależą od kręgu kulturowego, z jakiego wywodzą się przyszli małżonkowie.
Wesele jako rytuał narzuca aktorom (małżonkom, gościom itp.) odpowiednie funkcje, co z kolei stanowi gwarant prawidłowego przebiegu całości wydarzenia. Wpływ na przebieg przyjęcia weselnego mają zarówno tradycje, jak i pozycja społeczna i ekonomiczna rodziny, kultura, globalizacja, media. W każdej kulturze obowiązuje weselny savoir-vivre, który określa akceptowalne i dopuszczalne zachowania pary młodej, rodziców, świadków, gości, duchownych, obsługi itp.
W tradycyjnej obyczajowości ceremonie ślubne odgrywały ważną rolę w podtrzymywaniu i okazywaniu więzi rodzinnych oraz społecznych, łączyły elementy wartości i zasad wyznawanych przez społeczność lokalną. Wesele było skorelowane z życiem jednostek, normami prawnymi oraz zwyczajami religijnymi stając się etapem zamkniętego cyklu o ustalonym porządku: narodziny-dojrzałość-narzeczeństwo-małżeństwo-rodzicielstwo-śmierć. Wydarzenia towarzyszące weselu są zaakcentowane i otoczone różnymi aktami i rytuałami podkreślającymi rangę uroczystości.
Przyjęcie weselne jest formą zabawy, biesiadowania, świętowania, w której uczestniczą zaproszeni goście. Uczestnikiem wesela może być osoba specjalnie na tę uroczystość zaproszona. Brak ustosunkowania się do zaproszenia uznawane jest za nietakt. Uczestnictwo w przyjęciu zobowiązuje do przyjęcia odpowiedniej roli, która jest przypisywana w zależności od stopnia pokrewieństwa lub pozycji społecznej. Podczas wesela szczególną rolę odgrywają świadkowe, rodzice oraz chrzestni. Weselu towarzyszą liczne typowe elementy, jak odpowiednie miejsce i oprawa, specjalnie zaplanowane menu, spożywanie alkoholu, taniec, zabawy, podarunki dla nowożeńców. Prestiż ceremonii podkreśla się odpowiednimi przedmiotami, stołami, krzesłami, dekoracjami, oświetleniem, muzyką. Stałym elementem wesela są skecze, konkursy, krojenie tortu, wznoszenie toastu itp. Zarówno para młoda, jak i goście zobowiązani są do stosownego ubioru. Kobiety z reguły zakładają sukienki wieczorowe, a mężczyźni garnitury lub fraki. Wygląd ubioru zależy od obowiązującej mody, dlatego tradycyjny ubiór ślubny zmieniał się na przestrzeni wieków.

## Przyjęcie weselne w tradycji polskiej
W Polsce w zależności od lokalnej historii i tradycji obowiązywały i wciąż obowiązują różne charakterystyczne obrzędy towarzyszące tradycyjnym weselom. W przeszłości zgodnie z tradycją przyjęcie weselne odbywało się w domu panny młodej albo gospodzie i zazwyczaj w każdy dzień oprócz niedzieli, żeby nie zakłócać czasu ludziom uczestniczącym w mszy świętej. Współcześnie wesele zazwyczaj odbywa się w dzień wolny od pracy, najczęściej w sobotę, a przyjęcie jest organizowane w domu weselnym, hotelu, restauracji itp.
Najbardziej powszechny przebieg ceremonii rozpoczyna się powitaniem nowożeńców przed domem lub salą weselną. Często rodzice lub gospodarze (właściciele lokalu) wygłaszają specjalnie przygotowaną mowę powitalną.
Uroczyste powitanie symbolizuje włączenie pary młodej do rodziny, co jest podkreślane wręczeniem chleba i soli. Następnie para młoda, rodzina i pozostali goście rozpoczynają właściwą ceremonię, która zazwyczaj przebiega według następującego schematu:
- toast wzniesiony szampanem i stłuczenie kieliszków przez młodą parę na szczęście
- wspólne odśpiewania sto lat przez weselników
- publiczne całowanie się młodej pary przy okrzykach gości gorzko!, gorzko!
- konsumpcja dań wraz z toastami za pomyślność młodej pary
- bal przy muzyce odtwarzanej lub granej na żywo przez wynajęty zespół muzyczny lub dj weselnego.
- zabawy z udziałem weselników i młodej pary
- dzielenie tortu częstowanie nim gości przez młodą parę
- oczepiny

## Zabawy i tradycje weselne
Zawarcie małżeństwa jest związane z mniej lub bardziej huczną ceremonią, której towarzyszą różne symboliczne obrzędy, scenki itp. W Polsce do najpowszechniejszych zalicza się:
1. Bramę weselną – okoliczni mieszkańcy odgrywają scenkę, w której zagradzają przejazd i porywają pannę młodą. Zadaniem pana młodego jest wykupić żonę, najczęściej wręczając alkohol i inne upominki (np. słodycze dla dzieci).
2. Pierwszy taniec pary młodej.
3. Błogosławieństwo pary młodej przez rodziców.
4. Oczepiny – panna młoda rzuca welonem/bukietem w stronę zebranych kobiet-panien, a pan młody muszką/krawatem w stronę zebranych panów-kawalerów. Przesąd głosi, że osoby, które złapały rzucane części garderoby jako następne w kolejności wezmą ślub.
5. Poznawanie panny młodej/pana młodego z zamkniętymi oczami po częściach ciała.